# Rudolf von Scheliha
Rudolf von Scheliha (31 mai 1897, Cieśle, province de Silésie – 22 décembre 1942, Berlin) était un diplomate allemand qui fut exécuté par les nazis pour avoir été dans la résistance au régime et pour avoir livré de nombreux documents à l'Union soviétique.

## Biographie
Fils d'un écuyer prussien, Rudolf von Scheliha sert comme officier dans l'Armée impériale allemande pendant la Première Guerre mondiale. Diplômé en droit, il rejoint le ministère allemand des Affaires étrangères en 1922.
Membre de l'ambassade d'Allemagne à Varsovie, il est conscient des atrocités commises au nom du Troisième Reich. Il a des problèmes financiers, qui le font livrer de nombreux documents à l'Union soviétique.
Après le déclenchement de la Seconde Guerre mondiale, il essaie d'aider ses amis polonais et juifs et d'avertir le monde de l'imminence du meurtre systématique de la population juive.
Soupçonné par la Gestapo en raison de son opposition au nazisme, il est accusé de faire partie de l'Orchestre rouge soviétique, condamné à mort par pendaison et exécuté à la prison de Plötzensee,.